# 粥川宏
 粥川 宏  （かゆかわ ひろし、1960年12月26日 - ）は、日本の自動車技術者。トヨタ自動車東日本プロジェクトDプロジェクトリーダー。

## 経歴・人物
愛知県出身。1984年名古屋大学卒業、トヨタ自動車入社。入社後はボデー設計部に配属され、セルシオの開発に携わった。スープラを担当後、東富士研究所へ異動し、アルミを使った環境対応小型軽量車の先行開発に従事。2001年の東京モーターショーに出展されたコンセプトカー・ES3（イーエスキュービック）の開発にも参加。その後はボディー計画室長としてプラットフォームの開発を指陣。その傍らで、愛知万博i-unit開発に参画。2006年に製品企画室へ異動し、チーフエンジニアとしてプリウスα、2代目シエンタ、ジャパンタクシーの開発を担当した。その後は2代目シエンタ、ジャパンタクシーを生産しているトヨタ自動車東日本へ異動し、プロジェクトDプロジェクトリーダーを務める。